# Campion Hall
Campion Hall – jeden z Permanent Private Hallów należący do Uniwersytetu Oksfordzkiego w Anglii. Jest jedną z najmniejszych instytucji uniwersytetu składającą się z około 40 członków.

## Historia
Campion Hall został założony w 1896 roku i nazwany na cześć Edmunda Campiona, angielskiego Jezuity i męczennika, który był członkiem w pobliskim Kolegium Świętego Jana w Oxfordzie. Pierwszym dziekanem kolegium był ojciec jezuita Richard Clarke, a pierwszymi studentami byli Jezuici, którzy mogli studiować i uzyskiwać dyplomy w ramach Uniwersytetu Oxfordzkiego.

## Struktura
Campion Hall jest zarządzany przez Towarzystwo Jezusowe i został powołany przede wszystkich dla tych którzy poświęcają się życiu religijnemu i chcą studiować w ramach Uniwersytetu Oksfordzkiego. Wstęp jest otwarty dla wszystkich członków innych wspólnot katolickich.

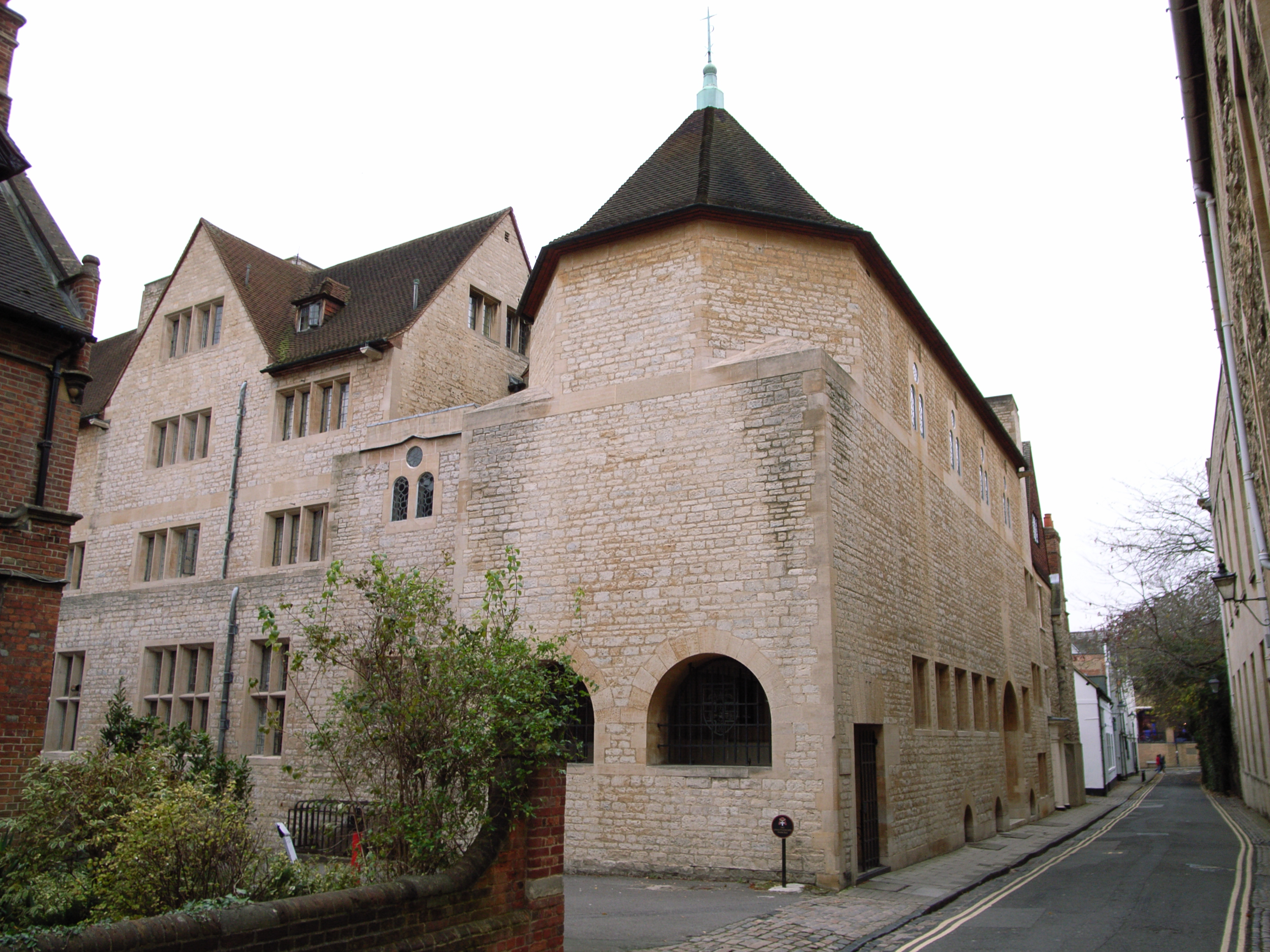
Campion Hall z zewnątrz.

Campion Hall jest jednocześnie miejscem które daje zakwaterowanie dla ludzi studiujących na Uniwersytecie Oxfordzkim i jest usytuowane w centrum miasta. Jest to wspólnota składająca się z trzydziestu pięciu mężczyzn z których dwie trzecie to Jezuici. Wspólnota jezuicka jest odpowiedzialna za kapelanów katolickich działających w kolegiach podległych Uniwersytetowi Oxksfordzkiemu.

## Budynek
Budynek kolegium został zaprojektowany przez Sir Edwin Lutyens, i oficjalnie oddany do użytku w 1936. W jego skład wchodził szesnastowieczny budynek nazywany Micklem Hall, który należał do właściciela browaru Micklem’a. Dlatego ulica przy której stoi Campion Hall nazywa się Brewer Street (czyli ulica browarowa)Nowe skrzydło budynku zostało dostawione w latach sześćdziesiątych. Kolegium posiada również sporą bibliotekę i znaczącą kolekcję dzieł sztuki zapoczątkowaną przez ojca jezuitę Martin Cyril D’Arcy’ego który był dziekanem w latach trzydziestych

## Ciekawostki
W lipcu 2011 roku obraz wiszący w Campion Hall przedstawiający ukrzyżowanie Chrystusa rzekomo miał być zaginionym dziełem Michała Anioła. Obraz został zakupiony na aukcji w latach trzydziestych. Uważa się również, że został on namalowany przez Marcello Venusti. Obraz został przekazany do Ashmolean Museum w Oxfordzie

## Dziekani Campion Hallu
- Ojciec Richard Clarke, S.J 1896 – 1900
- Ojciec. O’Fallon Pope 1900 – 1915
- Ojciec. Charles Plater, 1915 – 1921
- Ojciec. Henry Keane 1921 – 1926
- Ojciec. Ernest G. Vignaux – 1926 – 1933
- Ojciec Martin d’Arcy 1933 – 1945
- Ojciec. Thomas Corbishley 1945 –[4]